# Georg Grübel
Georg Grübel, auch Johann Georg Grübel (* 27. Februar 1647 in Kahla (Thüringen); † 1698, abweichend 1699) war Leibmedicus am Hof zu Dresden und Mitglied der Gelehrtenakademie „Leopoldina“.

## Leben
Georg Grübel wurde als Sohn des Johann Grübel in Kahla geboren. Er studierte Medizin in Jena und wurde Dozent. Er war Physicus in Neustadt an der Orla, herzoglich zeitzischer Leibarzt und schließlich Leibmedicus am Hof zu Dresden. Am 27. November 1678 heiratete Georg Grübel die Tochter des Generalsuperintendenten Johann Christfried Sagittarius in Altenburg, Susanna Maria Grübel.
Am 4. April 1690 wurde Georg Grübel mit dem Beinamen VARRO I. als Mitglied (Matrikel-Nr. 174) in die Leopoldina aufgenommen.

## Publikationen
- Gruebel, Johann Georg: Salve Ex Italia Redux Splendor Europae, Lumen Germaniae ... Dn. Johannes Georgi IV. Saxoniae, Iuliae, Cliviae, Montium, Angriae Atque Westphaliae Dux ... Dn. Noster Clementissime, Salve! Halle, Saale : Universitäts- und Landesbibliothek Sachsen-Anhalt, ca. 1686.
- mit Johann Georg IV. (Sachsen): Salve Ex Italia Redux Splendor Europae, Lumen Germaniae ... Dn. Johannes Georgi IV. Saxoniae, Iuliae, Cliviae, Montium, Angriae Atque Westphaliae Dux ... Dn. Noster Clementissime, Salve! 1686.
- Brief an Johann Georg Volkamer, 1689.
- mit: Werner Rolfinck ; Meibomius, Henricus ; Conringius, Hermannus ; Müllerus, Philip. ; Weigelius, Erhardus ; Krauß, Rudolphus Wilhelmus ; Grübelius, Christianus ; Emhard, Joh.: Disputatio Medica De Strangulatione Uteri, 1672.

## Hochzeitspredigt
- Johann Christfried Sagittarius: Die zur Myrten gepflantzte Rose, Worunter Den Edlen, Vest- und Hochgelahrten, H. Johan-Georg Grübeln, Med. Doct. Fürstl. Sächß. wohlbestallten Stadt- und Land-Physicum zu Neustadt an der Orla, Und Die Edle, Tugend-vollkommene Jungfer Susañen Marien, Des... Hn. Joh. Christfried Sagittarii, Der Heil. Schrifft Doctorn, Fürstl. Sächß. Altenburgischen hochverordneten General-Superintendenten... Hertzgeliebte vierdte Jungfer Tochter, Wie auch deroselben... Eheliche Verbindung Welche den 27. Novemb. Anno 1678. Alhier zu Altenburg hochfeyerlich vollzogen worden. 1678.